# Kolss Cycling Team/Saison 2012
Dieser Artikel listet Erfolge und Fahrer des Radsportteams Kolss in der Saison 2012 auf.

## Erfolge in der UCI Europe Tour
| Datum    | Rennen                                             | Kat. | Sieger                |
| -------- | -------------------------------------------------- | ---- | --------------------- |
| 7. April | 4. Etappe Grand Prix of Sochi                      | 2.2  | Mychajlo Kononenko    |
| 21. Juni | Ukrainische Meisterschaft – Einzelzeitfahren (U23) | CN   | Olexandr Holowasch    |
| 23. Juni | Ukrainische Meisterschaft – Straßenrennen (U23)    | CN   | Olexandr Holowasch    |
| 6. Juli  | 2. Etappe Sibiu Cycling Tour                       | 2.2  | Mannschaftszeitfahren |

## Platzierungen in UCI-Ranglisten
| UCI Continental Circuit | Platz |
| ----------------------- | ----- |
| UCI Europe Tour 2012    | 67    |

## Zugänge – Abgänge
| Zugänge               | Team 2011                   | Abgänge          | Team 2012 |
| --------------------- | --------------------------- | ---------------- | --------- |
| Witalij Kondrut       | Lampre-ISD                  | Jaroslaw Boiko   | Unbekannt |
| Olexandr Holowasch    | Kolss Cycling Team (2010)   | Ihor Bykow       | Unbekannt |
| Wladyslaw Hryn        | Kolss Cycling Team (2010)   | Jewhen Filin     | Unbekannt |
| Dmytro Popow          | Kolss Cycling Team (2010)   | Andrij Horkuscha | Unbekannt |
| Andrij Kulyk          | Danieli Cycling Team (2008) |                  |           |
| Andrij Brataschtschuk | Neoprofi                    |                  |           |
| Serhij Schumilow      | Neoprofi                    |                  |           |
| Artem Tesler          | Neoprofi                    |                  |           |

## Mannschaft
| Name                  | Geburtstag         | Nationalität |
| --------------------- | ------------------ | ------------ |
| Andrij Brataschtschuk | 31. März 1992      | Ukraine      |
| Andrij Chripta        | 29. November 1986  | Ukraine      |
| Olexandr Holowasch    | 21. September 1991 | Ukraine      |
| Wolodymyr Homenjuk    | 3. Januar 1985     | Ukraine      |
| Olexandr Hryhorenko   | 5. Juli 1988       | Ukraine      |
| Wladyslaw Hryn        | 8. Oktober 1989    | Ukraine      |
| Witalij Kondrut       | 15. Februar 1984   | Ukraine      |
| Mychajlo Kononenko    | 30. Oktober 1987   | Ukraine      |
| Andrij Kulyk          | 30. August 1989    | Ukraine      |
| Jurij Leontenko       | 27. Juni 1986      | Ukraine      |
| Dmytro Popow          | 23. Februar 1990   | Ukraine      |
| Olexandr Prewar       | 28. Juni 1990      | Ukraine      |
| Serhij Schumilow      | 22. Oktober 1992   | Ukraine      |
| Anatolij Sossnizkij   | 4. September 1990  | Ukraine      |
| Artem Tesler          | 12. Oktober 1988   | Ukraine      |
| Andrij Wassyljuk      | 29. August 1987    | Ukraine      |